# Elezioni comunali in Emilia-Romagna del 2023
Le elezioni comunali in Emilia-Romagna del 2023 si sono svolte domenica 14 e lunedì 15 maggio, con eventuale turno di ballottaggio previsto per domenica 28 e lunedì 29 maggio.
Sono stati chiamati alle urne 91.427 elettori, residenti in 21 comuni di cui due con una popolazione superiore ai 15.000 abitanti: Correggio e Salsomaggiore Terme.

## Riepilogo dei risultati

### Riepilogo dei sindaci uscenti e dei sindaci eletti
La tabella che segue riepiloga le amministrazioni uscenti ed elette nei due comuni con più di 15.000 abitanti chiamate al voto.
| Comune              | Sindaco uscente | Sindaco uscente       | Sindaco eletto | Sindaco eletto          |
| ------------------- | --------------- | --------------------- | -------------- | ----------------------- |
| Correggio           |                 | Salvatore Angieri(CP) |                | Fabio Testi (PD)        |
| Salsomaggiore Terme |                 | Filippo Fritelli (PD) |                | Luca Musile Tanzi (IND) |

La coalizione di Centro-sinistra e la coalizione di Centro-destra conquistano un comune ciascuno. A Salsomaggiore Terme si è verificato un cambio di maggioranza politica, mentre nessuno dei due sindaci uscenti - entrambi al secondo mandato - era ricandidabile.

### Voti alle liste
| Provincia     | Comune              | Liste | Liste | Liste | Liste | Liste |
| Provincia     | Comune              | PD    | M5S   | FI    | LSP   | FdI   |
| ------------- | ------------------- | ----- | ----- | ----- | ----- | ----- |
| Provincia     | Comune              |       |       |       |       |       |
| Parma         | Salsomaggiore Terme | 10,06 | 1,88  | 5,61  | 11,07 | 19,85 |
| Reggio Emilia | Correggio           | 43,47 | 4,29  | 26,04 | 26,04 | 26,04 |

## Risultati per Comune
Città metropolitana di Bologna
Castel d'Aiano
|                               | Rossella Chiari ✔️ Sindaco | Obiettivo futuro         | 716   | 78,51 | 7  |  |  |  |  |
|                               | Dario Mingarelli           | Uniti per Castel d'Aiano | 196   | 21,49 | 3  |  |  |  |  |
| Totale                        | Totale                     |                          | 912   | 100   | 10 |  |  |  |  |
|                               |                            |                          |       |       |    |  |  |  |  |
| Schede bianche                | Schede bianche             | 4                        | 0,43  |       |    |  |  |  |  |
| Schede nulle                  | Schede nulle               | 16                       | 1,72  |       |    |  |  |  |  |
| Votanti                       | Votanti                    | 932                      | 55,18 |       |    |  |  |  |  |
| Elettori                      | Elettori                   | 1 689                    |       |       |    |  |  |  |  |
|                               |                            |                          |       |       |    |  |  |  |  |
| Fonte: Ministero dell'interno |                            |                          |       |       |    |  |  |  |  |

1. ↑  La lista include Forza Italia, Lega per Salvini Premier e Fratelli d'Italia

Camugnano
|                               | Marco Masinara ✔️ Sindaco | Dialogo e futuro per Camugnano   | 555   | 49,55 | 7  |  |  |  |  |
|                               | Alfredo Del Moro          | Sviluppo e progresso             | 454   | 40,54 | 3  |  |  |  |  |
|                               | Nicoletta Marotti         | APP - Lista civica per Camugnano | 454   | 40,54 | –  |  |  |  |  |
|                               | Antonio D'Elia            | Albero della Vita                | 53    | 4,73  | –  |  |  |  |  |
| Totale                        | Totale                    |                                  | 1 120 | 100   | 10 |  |  |  |  |
|                               |                           |                                  |       |       |    |  |  |  |  |
| Schede bianche                | Schede bianche            | 4                                | 0,35  |       |    |  |  |  |  |
| Schede nulle                  | Schede nulle              | 21                               | 1,83  |       |    |  |  |  |  |
| Votanti                       | Votanti                   | 1 145                            | 65,17 |       |    |  |  |  |  |
| Elettori                      | Elettori                  | 1 757                            |       |       |    |  |  |  |  |
|                               |                           |                                  |       |       |    |  |  |  |  |
| Fonte: Ministero dell'interno |                           |                                  |       |       |    |  |  |  |  |

1. ↑  La lista è appoggiata dal Partito Democratico. Cfr con  Il voto a Camugnano e Castel di Casio, affluenza in calo: ecco chi sono i nuovi sindaci, in Bologna Today, 15 maggio 2023.
2. ↑  La lista include Forza Italia, Lega per Salvini Premier e Fratelli d'Italia

Provincia di Forlì-Cesena
Galeata
|                               | Francesca Pondini ✔️ Sindaco | Per il cambiamento  | 499   | 41,31 | 7  |  |  |  |  |
|                               | Sara Quadrelli               | Galeata futura      | 355   | 29,39 | 2  |  |  |  |  |
|                               | Giorgio Ferretti             | Progettiamo Galeata | 329   | 27,24 | 1  |  |  |  |  |
|                               | Alessandro Galeotti          | Simbolo bianco      | 25    | 2,07  | –  |  |  |  |  |
| Totale                        | Totale                       |                     | 1 208 | 100   | 10 |  |  |  |  |
|                               |                              |                     |       |       |    |  |  |  |  |
| Schede bianche                | Schede bianche               | 6                   | 0,48  |       |    |  |  |  |  |
| Schede nulle                  | Schede nulle                 | 27                  | 2,18  |       |    |  |  |  |  |
| Votanti                       | Votanti                      | 1 241               | 68,37 |       |    |  |  |  |  |
| Elettori                      | Elettori                     | 1 815               |       |       |    |  |  |  |  |
|                               |                              |                     |       |       |    |  |  |  |  |
| Fonte: Ministero dell'interno |                              |                     |       |       |    |  |  |  |  |

1. ↑  Lista di area Centro-destra
2. ↑  Lista di area Centro-sinistra

Fonte:  Elezioni a Galeata, il nuovo sindaco è Francesca Pondini, in Il Resto del Carlino, 15 maggio 2023.
Sarsina
|                               | Enrico Cangini ✔️ Sindaco | Sarsina nostra | 1 660 | 100,00 | 12 |  |  |  |  |
| Totale                        | Totale                    |                | 1 660 | 100    | 12 |  |  |  |  |
|                               |                           |                |       |        |    |  |  |  |  |
| Schede bianche                | Schede bianche            | 64             | 3,63  |        |    |  |  |  |  |
| Schede nulle                  | Schede nulle              | 43             | 2,44  |        |    |  |  |  |  |
| Votanti                       | Votanti                   | 1 763          | 66,86 |        |    |  |  |  |  |
| Elettori                      | Elettori                  | 2 637          |       |        |    |  |  |  |  |
|                               |                           |                |       |        |    |  |  |  |  |
| Fonte: Ministero dell'interno |                           |                |       |        |    |  |  |  |  |

1. ↑  Lista di area Centro-destra

Fonte:  La lista Cangini "benedetta" dai tre parlamentari, in Il Resto del Carlino, 9 aprile 2023.
Provincia di Modena
Camposanto
|                               | Monja Zaniboni ✔️ Sindaco | Noi per Camposanto           | 693   | 55,26 | 8  |  |  |  |  |
|                               | Daniele Manfredini        | Centro destra per Camposanto | 561   | 44,74 | 4  |  |  |  |  |
| Totale                        | Totale                    |                              | 1 254 | 100   | 12 |  |  |  |  |
|                               |                           |                              |       |       |    |  |  |  |  |
| Schede bianche                | Schede bianche            | 19                           | 1,46  |       |    |  |  |  |  |
| Schede nulle                  | Schede nulle              | 25                           | 1,93  |       |    |  |  |  |  |
| Votanti                       | Votanti                   | 1 298                        | 53,86 |       |    |  |  |  |  |
| Elettori                      | Elettori                  | 2 410                        |       |       |    |  |  |  |  |
|                               |                           |                              |       |       |    |  |  |  |  |
| Fonte: Ministero dell'interno |                           |                              |       |       |    |  |  |  |  |

1. ↑  Lista di area Centro-sinistra

Fonte:  Elezioni Camposanto, Monja Zaniboni si conferma sindaca per il secondo mandato, in Modena Today, 15 maggio 2023.
Guiglia
|                               | Iacopo Lagazzi ✔️ Sindaco | Guiglia nel cuore | 1 077 | 53,50 | 8  |  |  |  |  |
|                               | Emiliano Bettelli         | Guiglia futura    | 936   | 46,50 | 4  |  |  |  |  |
| Totale                        | Totale                    |                   | 2 013 | 100   | 12 |  |  |  |  |
|                               |                           |                   |       |       |    |  |  |  |  |
| Schede bianche                | Schede bianche            | 15                | 0,73  |       |    |  |  |  |  |
| Schede nulle                  | Schede nulle              | 25                | 1,22  |       |    |  |  |  |  |
| Votanti                       | Votanti                   | 2 053             | 53,30 |       |    |  |  |  |  |
| Elettori                      | Elettori                  | 3 852             |       |       |    |  |  |  |  |
|                               |                           |                   |       |       |    |  |  |  |  |
| Fonte: Ministero dell'interno |                           |                   |       |       |    |  |  |  |  |

1. ↑  Lista di area Centro-sinistra
2. ↑  Lista di area Centro-destra

Fonte:  Elezioni Guiglia, il centrosinistra vince e conferma sindaco Iacopo Lagazzi, in Modena Today, 15 maggio 2023.
Polinago
|                               | Simona Magnani ✔️ Sindaco | Noi Polinago        | 441   | 50,46 | 7  |  |  |  |  |
|                               | Gian Domenico Tomei       | Civica per Polinago | 433   | 49,54 | 3  |  |  |  |  |
| Totale                        | Totale                    |                     | 874   | 100   | 10 |  |  |  |  |
|                               |                           |                     |       |       |    |  |  |  |  |
| Schede bianche                | Schede bianche            | 10                  | 1,12  |       |    |  |  |  |  |
| Schede nulle                  | Schede nulle              | 12                  | 1,34  |       |    |  |  |  |  |
| Votanti                       | Votanti                   | 896                 | 66,37 |       |    |  |  |  |  |
| Elettori                      | Elettori                  | 1 350               |       |       |    |  |  |  |  |
|                               |                           |                     |       |       |    |  |  |  |  |
| Fonte: Ministero dell'interno |                           |                     |       |       |    |  |  |  |  |

1. ↑  Lista di area Centro-destra
2. ↑  Lista di area Centro-sinistra

Fonte:  Elezioni Polinago, vince il centrodestra di Simona Magnani per 8 voti, in Modena Today, 15 maggio 2023.
Serramazzoni
|                               | Simona Ferrari ✔️ Sindaco | Noi per Serra             | 3 019 | 76,74 | 8  |  |  |  |  |
|                               | Claudio Bartolacelli      | Lista Civica Serramazzoni | 620   | 15,76 | 3  |  |  |  |  |
|                               | Giorgio Zanoli            | Rinascita                 | 295   | 7,50  | 1  |  |  |  |  |
| Totale                        | Totale                    |                           | 3 934 | 100   | 12 |  |  |  |  |
|                               |                           |                           |       |       |    |  |  |  |  |
| Schede bianche                | Schede bianche            | 25                        | 0,62  |       |    |  |  |  |  |
| Schede nulle                  | Schede nulle              | 67                        | 1,66  |       |    |  |  |  |  |
| Votanti                       | Votanti                   | 4 026                     | 57,23 |       |    |  |  |  |  |
| Elettori                      | Elettori                  | 7 035                     |       |       |    |  |  |  |  |
|                               |                           |                           |       |       |    |  |  |  |  |
| Fonte: Ministero dell'interno |                           |                           |       |       |    |  |  |  |  |

1. ↑  Lista appoggiata da Partito Democratico, Partito Socialista Italiano, Forza Italia e Lega per Salvini Premier
2. ↑  La lista è appoggiata da Fratelli d'Italia

Fonte:  Elezioni Serramazzoni, vittoria travolgente per Simona Ferrari, in Modena Today, 15 maggio 2023.
Provincia di Parma
Salsomaggiore Terme
|                                    | Luca Musile Tanzi ✔️ Sindaco | 4 326                | 51,40 | Fratelli d'Italia   | 1 543 | 19,85 | 4 |  |  |
| Liberamente Salsesi                | Luca Musile Tanzi ✔️ Sindaco | 4 326                | 51,40 | 1 123               | 14,44 | 3     |   |  |  |
| Lega                               | Luca Musile Tanzi ✔️ Sindaco | 4 326                | 51,40 | 861                 | 11,07 | 2     |   |  |  |
| Forza Italia                       | Luca Musile Tanzi ✔️ Sindaco | 4 326                | 51,40 | 436                 | 5,61  | 1     |   |  |  |
|                                    | Stefano Compiani             | 1 645                | 19,55 | SiAmo Salso         | 1 502 | 19,32 | 2 |  |  |
| Seggio di coalizione               | Seggio di coalizione         | Seggio di coalizione | 19,55 | 1                   |       |       |   |  |  |
|                                    | Alessandro Bernazzoli        | 1 287                | 15,29 | Partito Democratico | 782   | 10,06 | 2 |  |  |
| Movimento 5 Stelle                 | Alessandro Bernazzoli        | 1 287                | 15,29 | 146                 | 1,88  | 0     |   |  |  |
| Salsomaggiore e Tabiano Terme 2030 | Alessandro Bernazzoli        | 1 287                | 15,29 | 297                 | 3,82  | 0     |   |  |  |
| Seggio di coalizione               | Seggio di coalizione         | Seggio di coalizione | 15,29 | 1                   |       |       |   |  |  |
|                                    | Marco Trevisan               | 1 158                | 13,76 | Scelgo Trevisan     | 833   | 10,71 | 2 |  |  |
| La Salamadra                       | Marco Trevisan               | 1 158                | 13,76 | 252                 | 3,24  | 0     |   |  |  |
| Seggio di coalizione               | Seggio di coalizione         | Seggio di coalizione | 13,76 | 1                   |       |       |   |  |  |
| Totale                             | Totale                       | 8 416                | 100   |                     | 7 775 | 100   |   |  |  |
|                                    |                              |                      |       |                     |       |       |   |  |  |
| Schede bianche                     | Schede bianche               | 47                   | 0,54  |                     |       |       |   |  |  |
| Schede nulle                       | Schede nulle                 | 222                  | 2,55  |                     |       |       |   |  |  |
| Votanti                            | Votanti                      | 8 707                | 54,08 |                     |       |       |   |  |  |
| Elettori                           | Elettori                     | 16 099               |       |                     |       |       |   |  |  |
|                                    |                              |                      |       |                     |       |       |   |  |  |
| Fonte: Ministero dell'interno      |                              |                      |       |                     |       |       |   |  |  |

Solignano
|                               | Ignazio Vincenzo Cannas ✔️ Sindaco | Noi ci saremo insieme per cambiare | 468   | 50,87 | 7  |  |  |  |  |
|                               | Lorenzo Bonazzi                    | Solignano al centro                | 452   | 49,13 | 3  |  |  |  |  |
| Totale                        | Totale                             |                                    | 920   | 100   | 10 |  |  |  |  |
|                               |                                    |                                    |       |       |    |  |  |  |  |
| Schede bianche                | Schede bianche                     | 9                                  | 0,96  |       |    |  |  |  |  |
| Schede nulle                  | Schede nulle                       | 12                                 | 1,28  |       |    |  |  |  |  |
| Votanti                       | Votanti                            | 941                                | 65,12 |       |    |  |  |  |  |
| Elettori                      | Elettori                           | 1 445                              |       |       |    |  |  |  |  |
|                               |                                    |                                    |       |       |    |  |  |  |  |
| Fonte: Ministero dell'interno |                                    |                                    |       |       |    |  |  |  |  |

1. ↑  Lista di area Centro-sinistra
2. ↑  Lista di area Centro-destra

Fonte:  Elezione Comunali: centrosinistra vince a Solignano (Cannas) e Soragna (Taccagni), in la Repubblica, 15 maggio 2023.
Soragna;
|                               | Marco Taccagni ✔️ Sindaco | Progettiamo Soragna                | 1 448 | 57,35 | 8  |  |  |  |  |
|                               | Salvatore Iaconi Farina   | Rinnovamento e impegno per Soragna | 1 077 | 42,65 | 4  |  |  |  |  |
| Totale                        | Totale                    |                                    | 2 525 | 100   | 12 |  |  |  |  |
|                               |                           |                                    |       |       |    |  |  |  |  |
| Schede bianche                | Schede bianche            | 33                                 | 1,26  |       |    |  |  |  |  |
| Schede nulle                  | Schede nulle              | 54                                 | 2,07  |       |    |  |  |  |  |
| Votanti                       | Votanti                   | 2 612                              | 60,28 |       |    |  |  |  |  |
| Elettori                      | Elettori                  | 4 333                              |       |       |    |  |  |  |  |
|                               |                           |                                    |       |       |    |  |  |  |  |
| Fonte: Ministero dell'interno |                           |                                    |       |       |    |  |  |  |  |

1. ↑  Lista di area Centro-sinistra
2. ↑  Lista appoggiata da Forza Italia

Fonte:  Soragna, corsa a due: Iaconi Farina e Taccagni, in Il Parmense, 19 aprile 2023.
Provincia di Piacenza
Alta Val Tidone
|                               | Franco Albertini ✔️ Sindaco | Alta Val Tidone radici e futuro | 1 603 | 100,00 | 10 |  |  |  |  |
| Totale                        | Totale                      |                                 | 1 603 | 100    | 10 |  |  |  |  |
|                               |                             |                                 |       |        |    |  |  |  |  |
| Schede bianche                | Schede bianche              | 53                              | 3,12  |        |    |  |  |  |  |
| Schede nulle                  | Schede nulle                | 42                              | 2,47  |        |    |  |  |  |  |
| Votanti                       | Votanti                     | 1 698                           | 69,79 |        |    |  |  |  |  |
| Elettori                      | Elettori                    | 2 433                           |       |        |    |  |  |  |  |
|                               |                             |                                 |       |        |    |  |  |  |  |
| Fonte: Ministero dell'interno |                             |                                 |       |        |    |  |  |  |  |

1. ↑  Lista di area Centro-destra

Fonte:  In Alta Val Tidone Albertini è l'unico candidato alle elezioni amministrative, in Libertà, 16 aprile 2023.
Castelvetro Piacentino
|                               | Silvia Granata ✔️ Sindaco | Castelvetro per te | 1 536 | 62,62 | 8  |  |  |  |  |
|                               | Paolo Targon              | Vivi Castelvetro   | 486   | 19,81 | 2  |  |  |  |  |
|                               | Francesca Albanesi        | Castelvetro futura | 431   | 17,57 | 1  |  |  |  |  |
| Totale                        | Totale                    |                    | 2 453 | 100   | 12 |  |  |  |  |
|                               |                           |                    |       |       |    |  |  |  |  |
| Schede bianche                | Schede bianche            | 16                 | 0,64  |       |    |  |  |  |  |
| Schede nulle                  | Schede nulle              | 38                 | 1,52  |       |    |  |  |  |  |
| Votanti                       | Votanti                   | 2 507              | 57,43 |       |    |  |  |  |  |
| Elettori                      | Elettori                  | 4 365              |       |       |    |  |  |  |  |
|                               |                           |                    |       |       |    |  |  |  |  |
| Fonte: Ministero dell'interno |                           |                    |       |       |    |  |  |  |  |

1. ↑  Lista di area Centro-sinistra
2. ↑  Lista appoggiata da Forza Italia e Fratelli d'Italia

Fonte:  Elezioni, a Castelvetro in campo tre candidati: Granata, Albanesi e Targon, in Libertà, 16 aprile 2023.
Cerignale
|                               | Fausta Pizzaghi ✔️ Sindaco | Fausta Pizzaghi Sindaco         | 52    | 50,98 | 7  |  |  |  |  |
|                               | Chiara Casagrande          | Per Cerignale e le sue frazioni | 50    | 49,02 | 3  |  |  |  |  |
| Totale                        | Totale                     |                                 | 102   | 100   | 10 |  |  |  |  |
|                               |                            |                                 |       |       |    |  |  |  |  |
| Schede bianche                | Schede bianche             | 0                               | 0,00  |       |    |  |  |  |  |
| Schede nulle                  | Schede nulle               | 1                               | 0,97  |       |    |  |  |  |  |
| Votanti                       | Votanti                    | 103                             | 55,68 |       |    |  |  |  |  |
| Elettori                      | Elettori                   | 185                             |       |       |    |  |  |  |  |
|                               |                            |                                 |       |       |    |  |  |  |  |
| Fonte: Ministero dell'interno |                            |                                 |       |       |    |  |  |  |  |

Provincia di Ravenna
Bagnara di Romagna
|                               | Mattia Galli ✔️ Sindaco | Vivi Bagnara   | 670   | 58,67 | 7  |  |  |  |  |
|                               | Magda Tamperi           | Uniamo Bagnara | 472   | 41,33 | 3  |  |  |  |  |
| Totale                        | Totale                  |                | 1 142 | 100   | 10 |  |  |  |  |
|                               |                         |                |       |       |    |  |  |  |  |
| Schede bianche                | Schede bianche          | 13             | 1,10  |       |    |  |  |  |  |
| Schede nulle                  | Schede nulle            | 22             | 1,87  |       |    |  |  |  |  |
| Votanti                       | Votanti                 | 1 177          | 65,17 |       |    |  |  |  |  |
| Elettori                      | Elettori                | 1 806          |       |       |    |  |  |  |  |
|                               |                         |                |       |       |    |  |  |  |  |
| Fonte: Ministero dell'interno |                         |                |       |       |    |  |  |  |  |

1. ↑  Lista civica appoggiata da Fratelli d'Italia (Cfr. con  Fratelli d'Italia sta con Galli "E' il nostro candidato sindaco, in Il Resto del Carlino, 8 aprile 2023.) e da Noi moderati di centro-destra (Cfr. con  Elezioni a Bagnara, anche i moderati di centrodestra appoggiano la candidatura di Galli, in Ravenna Today, 11 aprile 2023.)
2. ↑  Lista appoggiata dal Partito Democratico. Cfr con  Elezioni 2023, Magda Tampieri si candida a sindaco con la lista civica "Uniamo Bagnara, 15 marzo 2023.

Provincia di Reggio Emilia
Brescello
|                               | Carlo Fiumicino ✔️ Sindaco | Brescello cambia!      | 1 107 | 49,42 | 8  |  |  |  |  |
|                               | Elena Benassi              | Brescello che vogliamo | 971   | 43,35 | 4  |  |  |  |  |
|                               | Catia Silva                | Onestà civile          | 162   | 7,23  | –  |  |  |  |  |
| Totale                        | Totale                     |                        | 2 240 | 100   | 12 |  |  |  |  |
|                               |                            |                        |       |       |    |  |  |  |  |
| Schede bianche                | Schede bianche             | 22                     | 0,95  |       |    |  |  |  |  |
| Schede nulle                  | Schede nulle               | 52                     | 2,25  |       |    |  |  |  |  |
| Votanti                       | Votanti                    | 2 314                  | 49,90 |       |    |  |  |  |  |
| Elettori                      | Elettori                   | 4 637                  |       |       |    |  |  |  |  |
|                               |                            |                        |       |       |    |  |  |  |  |
| Fonte: Ministero dell'interno |                            |                        |       |       |    |  |  |  |  |

1. ↑  Lista appoggiata dal Partito Democratico
2. ↑  Lista di area Centro-destra

Fonte:  Quattro Comuni da oggi al voto: alle urne alle 23 il 43,89% degli elettori, in Gazzetta di Reggio, 14 maggio 2023.
Castelnovo di Sotto
|                               | Francesco Monica ✔️ Sindaco | Castelnovo Democratica          | 2 207 | 80,46 | 8  |  |  |  |  |
|                               | Roberto Cocconi             | Insieme per Castelnovo di Sotto | 536   | 19,54 | 4  |  |  |  |  |
| Totale                        | Totale                      |                                 | 2 743 | 100   | 12 |  |  |  |  |
|                               |                             |                                 |       |       |    |  |  |  |  |
| Schede bianche                | Schede bianche              | 24                              | 0,85  |       |    |  |  |  |  |
| Schede nulle                  | Schede nulle                | 47                              | 1,67  |       |    |  |  |  |  |
| Votanti                       | Votanti                     | 2 814                           | 40,47 |       |    |  |  |  |  |
| Elettori                      | Elettori                    | 6 953                           |       |       |    |  |  |  |  |
|                               |                             |                                 |       |       |    |  |  |  |  |
| Fonte: Ministero dell'interno |                             |                                 |       |       |    |  |  |  |  |

1. ↑  Lista appoggiata dal Partito Democratico
2. ↑  La lista include Forza Italia, Lega per Salvini Premier e Fratelli d'Italia

Fonte:  Quattro Comuni da oggi al voto: alle urne alle 23 il 43,89% degli elettori, in Gazzetta di Reggio, 14 maggio 2023.
Correggio
|                               | Fabio Testi ✔️ Sindaco | 6 819                | 59,50 | Partito Democratico     | 4 710  | 43,47 | 8  |  |  |
| Uniti per Correggio           | Fabio Testi ✔️ Sindaco | 6 819                | 59,50 | 673                     | 6,21   | 1     |    |  |  |
| Noi Giovani                   | Fabio Testi ✔️ Sindaco | 6 819                | 59,50 | 609                     | 5,62   | 1     |    |  |  |
| Buone pratiche                | Fabio Testi ✔️ Sindaco | 6 819                | 59,50 | 392                     | 3,62   | –     |    |  |  |
|                               | Simone Mora            | 2 912                | 25,41 | Centro-destra Correggio | 2 822  | 26,04 | 4  |  |  |
| Seggio di coalizione          | Seggio di coalizione   | Seggio di coalizione | 25,41 | 1                       |        |       |    |  |  |
|                               | Giancarlo Setti        | 1 015                | 8,86  | Movimento 5 Stelle      | 465    | 4,29  | 1  |  |  |
| Rifondazione Comunista        | Giancarlo Setti        | 1 015                | 8,86  | 287                     | 2,65   | –     |    |  |  |
| Ambiente Benessere Comunità   | Giancarlo Setti        | 1 015                | 8,86  | 213                     | 1,97   | –     |    |  |  |
| Seggio di coalizione          | Seggio di coalizione   | Seggio di coalizione | 8,86  | 1                       |        |       |    |  |  |
|                               | Roberto Cesi           | 715                  | 6,24  | Rinascimento Correggio  | 665    | 6,14  | 1  |  |  |
| Seggio di coalizione          | Seggio di coalizione   | Seggio di coalizione | 6,24  | 1                       |        |       |    |  |  |
| Totale                        | Totale                 | 11 461               | 100   |                         | 10 836 | 100   | 16 |  |  |
|                               |                        |                      |       |                         |        |       |    |  |  |
| Schede bianche                | Schede bianche         | 72                   | 0,62  |                         |        |       |    |  |  |
| Schede nulle                  | Schede nulle           | 163                  | 1,39  |                         |        |       |    |  |  |
| Votanti                       | Votanti                | 11 696               | 59,45 |                         |        |       |    |  |  |
| Elettori                      | Elettori               | 19 673               |       |                         |        |       |    |  |  |
|                               |                        |                      |       |                         |        |       |    |  |  |
| Fonte: Ministero dell'interno |                        |                      |       |                         |        |       |    |  |  |

1. ↑  Include candidati di Forza Italia, Lega e Fratelli d'Italia

San Polo d'Enza
|                               | Franco Palù ✔️ Sindaco   | San Polo Progetto comune | 1 479 | 58,05 | 8  |  |  |  |  |
|                               | Pietro Giovanni Azzolini | Cambiamo San Polo        | 1 069 | 41,95 | 4  |  |  |  |  |
| Totale                        | Totale                   |                          | 2 548 | 100   | 12 |  |  |  |  |
|                               |                          |                          |       |       |    |  |  |  |  |
| Schede bianche                | Schede bianche           | 31                       | 1,18  |       |    |  |  |  |  |
| Schede nulle                  | Schede nulle             | 58                       | 2,20  |       |    |  |  |  |  |
| Votanti                       | Votanti                  | 2 637                    | 54,82 |       |    |  |  |  |  |
| Elettori                      | Elettori                 | 4 810                    |       |       |    |  |  |  |  |
|                               |                          |                          |       |       |    |  |  |  |  |
| Fonte: Ministero dell'interno |                          |                          |       |       |    |  |  |  |  |

1. ↑  Lista appoggiata dal Partito Democratico
2. ↑  La lista include Forza Italia, Lega per Salvini Premier e Fratelli d'Italia

Fonte:  Quattro Comuni da oggi al voto: alle urne alle 23 il 43,89% degli elettori, in Gazzetta di Reggio, 14 maggio 2023.
Provincia di Rimini
Gemmano
|                               | Riziero Santi ✔️ Sindaco | Vivo Gemmano  | 412   | 73,44 | 7  |  |  |  |  |
|                               | Michele Iorio            | Siamo Gemmano | 149   | 26,56 | 3  |  |  |  |  |
| Totale                        | Totale                   |               | 561   | 100   | 10 |  |  |  |  |
|                               |                          |               |       |       |    |  |  |  |  |
| Schede bianche                | Schede bianche           | 5             | 0,86  |       |    |  |  |  |  |
| Schede nulle                  | Schede nulle             | 17            | 2,92  |       |    |  |  |  |  |
| Votanti                       | Votanti                  | 583           | 47,21 |       |    |  |  |  |  |
| Elettori                      | Elettori                 | 1 235         |       |       |    |  |  |  |  |
|                               |                          |               |       |       |    |  |  |  |  |
| Fonte: Ministero dell'interno |                          |               |       |       |    |  |  |  |  |

1. ↑  Lista di area Centro-sinistra
2. ↑  Lista di area Centro-destra

Fonte:  Gemmano, Riziero Santi rieletto sindaco per la terza volta col 73% dei voti, in Corriere di Romagna, 15 maggio 2023.